# Скорцару-Ноу (комуна)
Скорцару-Ноу (рум. Scorțaru Nou) — комуна у повіті Бреїла в Румунії. До складу комуни входять такі села (дані про населення за 2002 рік):
- Гургуєць (254 особи)
- Дешираць
- Ніколає-Белческу
- Пітулаць (373 особи)
- Скорцару-Ноу (533 особи)
- Сіхляну (342 особи)

Комуна розташована на відстані 155 км на північний схід від Бухареста, 27 км на захід від Бреїли, 34 км на захід від Галаца.

## Населення
За даними перепису населення 2002 року у комуні проживали 1502 особи. Усі жителі комуни рідною мовою назвали румунську. За віросповіданням усі жителі комуни — православні.
Національний склад населення комуни:
| Національність   | Кількість осіб | Відсоток |
| ---------------- | -------------- | -------- |
| румуни           | 1501           | 99,9%    |
| росіяни-липовани | 1              | 0,1%     |